# Monika Krzyżanowska
Monika Krzyżanowska – polska biolog, dr hab. nauk biologicznych, adiunkt Katedry Biologii Człowieka i Katedry Antropologii Wydziału Nauk Biologicznych Uniwersytetu Wrocławskiego.

## Życiorys
16 maja 2002 obroniła pracę doktorską Międzypokoleniowy awans społeczny a wysokość ciała z uwzględnieniem wybranych mierników statusu społecznego, otrzymując doktorat, a 23 listopada 2017 habilitowała się na podstawie oceny dorobku naukowego i pracy zatytułowanej Migracje oraz system kojarzeń partnerskich a wybrane cechy biologiczne i społeczne człowieka.
Została zatrudniona na stanowisku adiunkta w Katedrze Antropologii, oraz w Katedrze Biologii Człowieka na Wydziale Nauk Biologicznych Uniwersytetu Wrocławskiego.

## Wybrane publikacje
- 1999: Paweł Dąbrowski, Monika Krzyżanowska, Jacek Szczurowski Analiza antropologiczna szczątków kostnych z cmentarzyska gockiego w Masłomęczu (stan. 15) – sezon 1998[1]
- 2007: Inter – generational educational advancement and body height[1]
- 2010: The relationship of polish student’s height, weight and BMI with some socioeconomic variables[1]
- 2015: Is human mating for height associated with fertility? Results from a British national cohort study[1]
- 2016: Biosocial correlates of age at menarche in a British cohort[1]